# Wszystko dobre, co się dobrze kończy
Wszystko dobre, co się dobrze kończy (ang. All`s Well That Ends Well) – komedia autorstwa Williama Szekspira, napisana pomiędzy 1601 a 1608 rokiem. Trudno ją jednoznacznie zaklasyfikować do kategorii komedii lub tragedii, podobnie jak utwór Miarka za miarkę. Należy do najrzadziej wystawianych sztuk tego autora. Została opublikowana w Pierwszym Folio w 1623 roku.
Pięć aktów opowiada historię Heleny, nisko urodzonej piękności, która otrzymała rękę hrabiego Bertrama, w zamian za wyleczenie króla. Bertram nie jest jednak skory do małżeństwa z niżej urodzoną osobą. Stwierdza, że woli udać się na wojnę, niż być przymuszonym do małżeństwa. Helena będzie musiała uciec się do podstępu, aby doprowadzić go przed ołtarz.
Nie ma żadnych dowodów na to, że sztuka ta była popularna jeszcze za życia Szekspira. Zawiła i dość nierealistyczna fabuła sprawiają, że nie jest łatwa w odbiorze. Współcześni temu autorowi krytykowali postać Heleny, jako zbyt asertywnie nastawioną do hrabiego. Sam Bertram, w scenie finałowej zmienia swoją postawę, od nienawiści do miłości, w zaledwie pojedynczej kwestii, co jest wyzwaniem dla aktorów. 
Do dziś sztuka ta nie cieszy się wielkim powodzeniem, jest rzadko wystawiana.